# Grand Prix automobile d'Espagne 2002
GP précédent GP suivant
Le Grand Prix automobile d'Espagne 2002 (Gran Premio Marlboro de España 2002), disputé sur le circuit de Catalogne à Barcelone en Espagne le 28 avril 2002, est la 685e épreuve de l'histoire du championnat du monde de Formule 1 courue depuis 1950 et la cinquième manche du championnat 2002.

## Classement
| Pos. | No | Pilote                | Écurie           | Tours | Temps/Abandon                      | Grille | Points |
| ---- | -- | --------------------- | ---------------- | ----- | ---------------------------------- | ------ | ------ |
| 1    | 1  | Michael Schumacher    | Ferrari          | 65    | 1 h 30 min 29 s 981 (203,835 km/h) | 1      | 10     |
| 2    | 6  | Juan Pablo Montoya    | Williams-BMW     | 65    | + 35 s 630                         | 4      | 6      |
| 3    | 3  | David Coulthard       | McLaren-Mercedes | 65    | + 42 s 623                         | 7      | 4      |
| 4    | 7  | Nick Heidfeld         | Sauber-Petronas  | 65    | + 1 min 06 s 697                   | 8      | 3      |
| 5    | 8  | Felipe Massa          | Sauber-Petronas  | 65    | + 1 min 18 s 973                   | 11     | 2      |
| 6    | 20 | Heinz-Harald Frentzen | Arrows-Ford      | 65    | + 1 min 20 s 430                   | 10     | 1      |
| 7    | 11 | Jacques Villeneuve    | BAR-Honda        | 64    | + 1 tour                           | 16     |        |
| 8    | 25 | Allan McNish          | Toyota           | 64    | + 1 tour                           | 20     |        |
| 9    | 24 | Mika Salo             | Toyota           | 64    | + 1 tour                           | 18     |        |
| 10   | 14 | Jarno Trulli          | Renault          | 63    | Moteur                             | 9      |        |
| 11   | 5  | Ralf Schumacher       | Williams-BMW     | 63    | Moteur                             | 3      |        |
| 12   | 15 | Jenson Button         | Renault          | 60    | Panne hydraulique                  | 6      |        |
| Abd. | 12 | Olivier Panis         | BAR-Honda        | 43    | Échappement                        | 13     |        |
| Abd. | 16 | Eddie Irvine          | Jaguar-Ford      | 41    | Panne hydraulique                  | 15     |        |
| Abd. | 21 | Enrique Bernoldi      | Arrows-Ford      | 40    | Panne hydraulique                  | 14     |        |
| Abd. | 10 | Takuma Satō           | Jordan-Honda     | 10    | Sortie de piste                    | 19     |        |
| Abd. | 9  | Giancarlo Fisichella  | Jordan-Honda     | 5     | Panne hydraulique                  | 12     |        |
| Abd. | 4  | Kimi Räikkönen        | McLaren-Mercedes | 4     | Aileron arrière                    | 5      |        |
| Abd. | 17 | Pedro de la Rosa      | Jaguar-Ford      | 2     | Sortie de piste                    | 17     |        |
| Np.  | 2  | Rubens Barrichello    | Ferrari          |       | Panne électrique                   | 2      |        |
| Np.  | 23 | Mark Webber           | Minardi-Asiatech |       | Aileron                            | 21     |        |
| Np.  | 24 | Alex Yoong            | Minardi-Asiatech |       | Aileron                            | 22     |        |

## Pole position et record du tour
- Pole position : Michael Schumacher en 1 min 16 s 364 (vitesse moyenne : 222,985 km/h).
- Meilleur tour en course : Michael Schumacher en 1 min 20 s 355 au 49e tour (vitesse moyenne : 211,910 km/h).

## Tours en tête
- Michael Schumacher : 65 (1-65)

## Statistiques
- 57e victoire pour Michael Schumacher.
- 148e victoire pour Ferrari en tant que constructeur.
- 148e victoire pour Ferrari en tant que motoriste.